# Kankossa
Kankossa este o comună din departamentul Kankossa, Regiunea Assaba, Mauritania, cu o populație de 11.083 locuitori.